# 박선 (조선 숙종 시대 문신)
박선(朴渲, 생몰년 미상)은 조선 숙종 치세 시대의 문관 관료(문신)를 지낸 문장가이자, 한시 시조 작가 겸 정치인이다.
본관은 밀양(密陽)이며, 자(字)는 심원(深源)이다.

## 생애

### 주요 이력
밀양 박씨 중시조인 규정공 박현(糾正公 朴鉉) 선생의 15세손인 그는 경기도 김포에서 출생하였으며 경기도 부천에서 잠시 유아기를 보낸 적이 있는 그는 그 훗날 경기도 계양에서 성장하였고 1675년 생원시 합격 이후 1683년에 증광문과를 정과로 합격하였으며 이후 승정원 주서(承政院 注書)를 지냈고, 1691년 관직에서 물러났으며, 경기도 부천에 마지막 기거 및 은거 생활로 칩거했다.
그 이후로 그의 사망년도는 알 수 없지만 1700년 이후에서부터 1710년 이전까지는 생존한 것으로 알려져 있다.

### 기타 이외 특점
생전에 그는 문장에도 능하여 이상(李相)·남징(南澄)·변혁조(卞赫祚)·한세보·남연(南淵)·이동표·성엽(成燁) 등과 아울러 경기도 계양 지역의 8대 문장가로 손꼽히던 인물이었다.